# فبراير 1943
الأحداث المتعلقة بالحرب العالمية الثانية مفصلة في هذا المقال فبراير 1943 (الحرب العالمية الثانية) .

## الأحداث
- يشير بيان برلماني لأنطوني إيدن إلى أن بريطانيا تفضل شكلاً من أشكال الوحدة العربية.
- فبراير - نوفمبر : إعادة احتلال جزر سليمان ثم إعادة احتلال الحلفاء للمحيط الهادئ اعتبارًا من نوفمبر.

- 2 فبراير : استسلام الجيش الألماني VI بقيادة باولوس في معركة ستالينغراد (بدأت في 23 مارس ). وتعد هذه الهزيمة هي الأولى للألمان في أوروبا (إذا أغفلنا معركة بريطانيا عام 1941 ).

- 8 فبراير : جان ماري آرثوس ( 15 ans عام 1940)، وجاك بودري ( 18 ans )، وبيير بينوا ( 16 ans )، وبيير غريلو ( 17 ans )، ولوسيان ليجرو ( 16 ans ) أطلق عليهم الدرك الفرنسي النار . سوف نسميهم شهداء مدرسة ليسيه بوفون الخمسة.

- 9 فبراير : انسحاب اليابانيين من غوادالكانال . بدأ الجنرال هيديكي توجو يدرك أنه قد يخسر الحرب. يمتلك الأمريكيون الآن قاعدة مهمة لحماية أستراليا واستعادة شمال المحيط الهادئ.

- 10 فبراير : بيان الشعب الجزائري الذي يطالب بدستور وحكومة جزائريين ( فرحات عباس ).

- 14 فبراير ( حملة تونس ) : هجوم مضاد إيطالي ألماني عنيف في تونس ضد الحلفاء. وبعد بضعة انتصارات، تم احتواء التقدم الألماني في نهاية الشهر. دخول القوات الأمريكية إلى بنزرت والقوات البريطانية إلى تونس العاصمة .

- 16 فبراير :
  - إنشاء STO، خدمة العمل الإلزامية : الرجال المولودون في الأعوام 1920 و1921 و1922 سيذهبون للعمل في ألمانيا؛
  - الجيش الإيطالي يذبح 150 hommes من قرية دومينيكون في اليونان .

- 17 فبراير : تحرير جيرو للمعتقلين الشيوعيين في شمال أفريقيا.

- 19 - 25 فبراير : معركة القصرين في تونس .

- 19 فبراير : الشريط الأول من مغامرات تان تان وسنوي كنز راكهام الأحمر لهيرجي في صحيفة ال Le Soir البلجيكية تحت الاحتلال.

- 26 فبراير : وصول أول قافلة من الغجر من ألمانيا إلى معسكر الإبادة في بيركيناو .

- 28 فبراير : الألمان يدمرون منطقة الميناء القديم في مرسيليا .

## الولادات
- 2 فبراير : واندا روتكيويتش ، متسلقة جبال بولندية.

- 5 فبراير : مايكل مان ، مخرج ومنتج وكاتب سيناريو أمريكي.

- 6 فبراير : جايل هونيكوت ، ممثلة أمريكية.

- 9 فبراير : جو بيسكي ، ممثل أمريكي .

- 11 فبراير :
  - جانيت جروس ، مربي فرنسي، الرئيس السابق لجمعية MSA .
  - سيرج لاما ، مغني فرنسي .

- 13 فبراير : فريدريش كريستيان ديليوس ، كاتب ألماني († 30 ).

- 14 فبراير :
  - شانون لوسيد ، رائدة فضاء أمريكية .
  - محمد زيان ، سياسي ومحامي مغربي.

- 16 فبراير : جورجينا دوفوا ، سياسية فرنسية ، وزيرة سابقة.

- 19 فبراير :
  - الفن المعلق ، سياسي.
  - كولين شارمان ، سياسي بريطاني.

- 20 فبراير :
  - كارلوس ، مغني وممثل ومغني فرنسي
  - ألكسندر بافلوفيتش ألكسندروف ، رائد فضاء روسي .
  - أنطونيو إينوكي ، شخصية سياسية يابانية

- 22 فبراير : أوتويا ياماغوتشي ، قاتل ياباني.

- 24 فبراير : جاك بومبارد ، سياسي فرنسي.

- 25 فبراير : جورج هاريسون ، مغني وعازف جيتار بريطاني في فرقة البيتلز († 29 ).

- 26 فبراير : كازيميرا برونسكيني ، سياسي ليتواني، رئيس وزراء ليتوانيا السابق.

## موت
- 9 فبراير :
  - Albert Hickman (في) ، رئيس وزراء نيوفاوندلاند.
  - دميتري كاردوفسكي ، رسام ومصور ومصمم ديكور مسرحي روسي (° 5 ).

- 14 فبراير : بو يين را (لقبه جوزيف أنطون شنايدرفرانكن)، رسام ألماني (° 25 ).

- 15 فبراير : فيكتور بروفيه ، فنان فرنسي (و. 1858 ).

- 22 فبراير : هانز وصوفي شول وكريستوف بروبست ، أول أعضاء فرقة الوردة البيضاء تمت محاكمتهم من قبل محكمة الشعب وتم إعدامهم بالمقصلة في نفس اليوم الذي صدر فيه حكم الإعدام في سجن ستاديلهايم بالقرب من مدينة ميونيخ .

- 28 فبراير : الكسندر يرسين، عالم البكتيريا الفرنسي السويسري الذي توفي في نها ترانج .

## انظر كذلك

### مقالات ذات صلة
- الحرب العالمية الثانية<span typeof="mw:DisplaySpace" id="mwARA">&nbsp;</span>: فبراير 1943
- 5 فبراير 1943
- 8 فبراير 1943
- 20 فبراير 1943